# Zoniana
Zoniana (griechisch Ζωνιανά [zɔnjaˈna] (n. pl.)) ist ein Dorf mit rund 1100 Einwohnern und eine ehemalige Landgemeinde (κοινότητα kinotita) im Zentrum der griechischen Insel Kreta.

## Geografie

### Geografische Lage
Das Gebiet von Zoniana liegt in den nördlichen Ausläufern des Psiloritis-Massivs auf etwa 630 m Höhe. Zoniana liegt ungefähr auf halbem Wege zwischen der Inselhauptstadt Iraklio und dem Präfektursitz in Rethymno. Von Rethymno ist Zoniana 52 km, von Iraklio 43 km entfernt.

## Politik
Zoniana war seit 1925 eine selbständige Landgemeinde und wurde 1997 in die östliche Nachbarstadt Anogia eingemeindet, wo es einen Gemeindebezirk bildete. Vor den Kommunalwahlen 2006 löste sich das Bergdorf nach dauernden Streitigkeiten von der Gemeinde, die Einwohner boykottierten die Wahl und gründeten wieder eine eigenständige Gemeinde, die als kinotita, die Rechtsform für kleine Gemeinden, vom griechischen Innenministerium anerkannt wurde. Im Zuge der Verwaltungsreform 2010 wurde Zoniana zum 1. Januar mit den westlichen Nachbargemeinden Geropotamos und Kouloukonas zur neuen Gemeinde Mylopotamos zusammengeschlossen, wo es seither wieder einen Gemeindebezirk bildet.

### Zoniana als kriminelles Zentrum
Auf Kreta und in Griechenland ist es ein offenes Geheimnis, dass im sogenannten „Teufelsdreieck“ zwischen den Dörfern Zoniana, Livadia und Anogia verstärkt Drogenanbau und -handel (vor allem Marihuana) sowie Waffenhandel betrieben werden. Es haben sich mafiöse Strukturen ausgebildet, die lokale Polizei hatte nach verschiedenen Zwischenfällen die Kontrolle über das Gebiet aufgegeben, gegen sie besteht auch Korruptionsverdacht.
Nach der Verhaftung eines aus Zoniana stammenden Drogendealers am 2. November 2007 in Rethymno wurde am 5. November eine Spezialeinheit der griechischen Polizei (EKAM) vom Festland zu Durchsuchungen nach Zoniana geschickt. Der Wagenkolonne wurde aus dem Hinterhalt aufgelauert, und die Fahrzeuge wurden von geschätzten zwanzig Schützen unter Beschuss genommen, wobei drei Polizisten verletzt wurden, einer davon schwer.
Bei der auf den Zwischenfall folgenden Durchsuchung des Dorfes und der Umgebung zwei Tage später durch eine etwa 400 Mann starke schwer bewaffnete Spezialeinheit, die nun mit gepanzerten Fahrzeugen und Hubschraubern vorrückte, wurden zuerst im Dorf nur noch Frauen, Kinder und alte Männer angetroffen. Es wurden zahlreiche Marihuana-Pflanzen entdeckt und vernichtet sowie illegale Waffen gefunden. Später wurden einige Männer aufgegriffen und als Verdächtige verhaftet, bei den Bewohnern stieß die Polizei anfangs auf eine Mauer des Schweigens.
Bei weiteren Durchsuchungen in der Folgewoche wurden nicht nur weitere Marihuana-Plantagen und Gerätschaften zur Aufbereitung von Haschisch und Kokain entdeckt, sondern auch größere Mengen Sprengstoff, automatische Waffen sowie die Reste von aus der Wand gerissenen Bankautomaten. Auf im Verlauf der Ermittlungen gesperrten Bankkonten einiger Dorfbewohner wurden Beträge von bis zu fünf Millionen Euro gefunden.
Ende April 2009 begann ein Mammutprozess gegen 42 Dorfbewohner, die sich wegen Drogenhandels, unerlaubten Waffen- und Sprengstoffbesitzes, einige auch wegen versuchten Mordes zu verantworten haben.
In den griechischen Medien rückte der Vorfall das Dorf in den Mittelpunkt des Interesses. Politiker aller Parteien sprachen sich für die Beendigung der Missstände aus und geißelten das Dorf und sein Umfeld als „Staat im Staat“, wohingegen viele Dorfbewohner sich vom „Polizeistaat Griechenland“ drangsaliert und mit den „schwarzen Schafen“ in einen Topf geworfen fühlten. In den Medien wurde einhellig davon ausgegangen, dass sich kriminelle Aktivitäten des aufgedeckten Ausmaßes nicht ohne Deckung von Kontaktpersonen innerhalb der Polizei und Politik ausführen ließen.

## Kultur und Sehenswürdigkeiten

### Museen
„Potamianos’ Waxfiguren Museum“ in Zoniana zeigt über achtzig Wachsfiguren, die hauptsächlich Berühmtheiten aus der griechischen und kretischen Geschichte darstellen.

### Naturdenkmäler
In der Nähe von Zoniana befindet sich die relativ unbekannte „Sfendoni-Höhle“ (griechisch σπήλαιο Σφεντόνη), die ganzjährig zu besuchen ist (im Winter nur nach Anmeldung) und sehenswerte Stalaktiten und Stalagmiten aufweist.